# Саудівська фондова біржа
Саудівська фондова біржа (Tadawul) — єдина фондова біржа в Саудівській Аравії, є 11 найбільшою у світі з капіталізації і найбільшою фондовою біржею арабського світу із капіталізацією $2,5 трлн.
У листопаді 2021 Saudi Tadawul Group — оператор Саудівської фондової біржі — повідомила, що ціновий коридор на майбутньому в грудні IPO становитиме від 95 ($25) до 105 ріялів ($28) за акцію. Усього буде розміщено 36 млн акцій.

## Час торгівлі
Торгових днів п'ять — неділя, понеділок, вівторок, середа та четвер, по одній торговій сесії кожного торговельного дня. Торги не проводяться в офіційні саудівські свята, такі як Національний день Саудівської Аравії, Курбан-байрам та Ід аль-Фітр.